# Крестьянский фронт Индонезии
Крестьянский фронт Индонезии (индон. Barisan Tani Indonesia) — индонезийская массовая крестьянская организация, находившаяся под влиянием Коммунистической партии Индонезии. Был основан 25 ноября 1945 года в качестве преемника Крестьянского союза Индонезии (индон. Serikat Tani), основанного в том же году. Выступал с требованиями земельной реформы. Был разгромлен вместе с компартией в 1965 году.